# Плейель

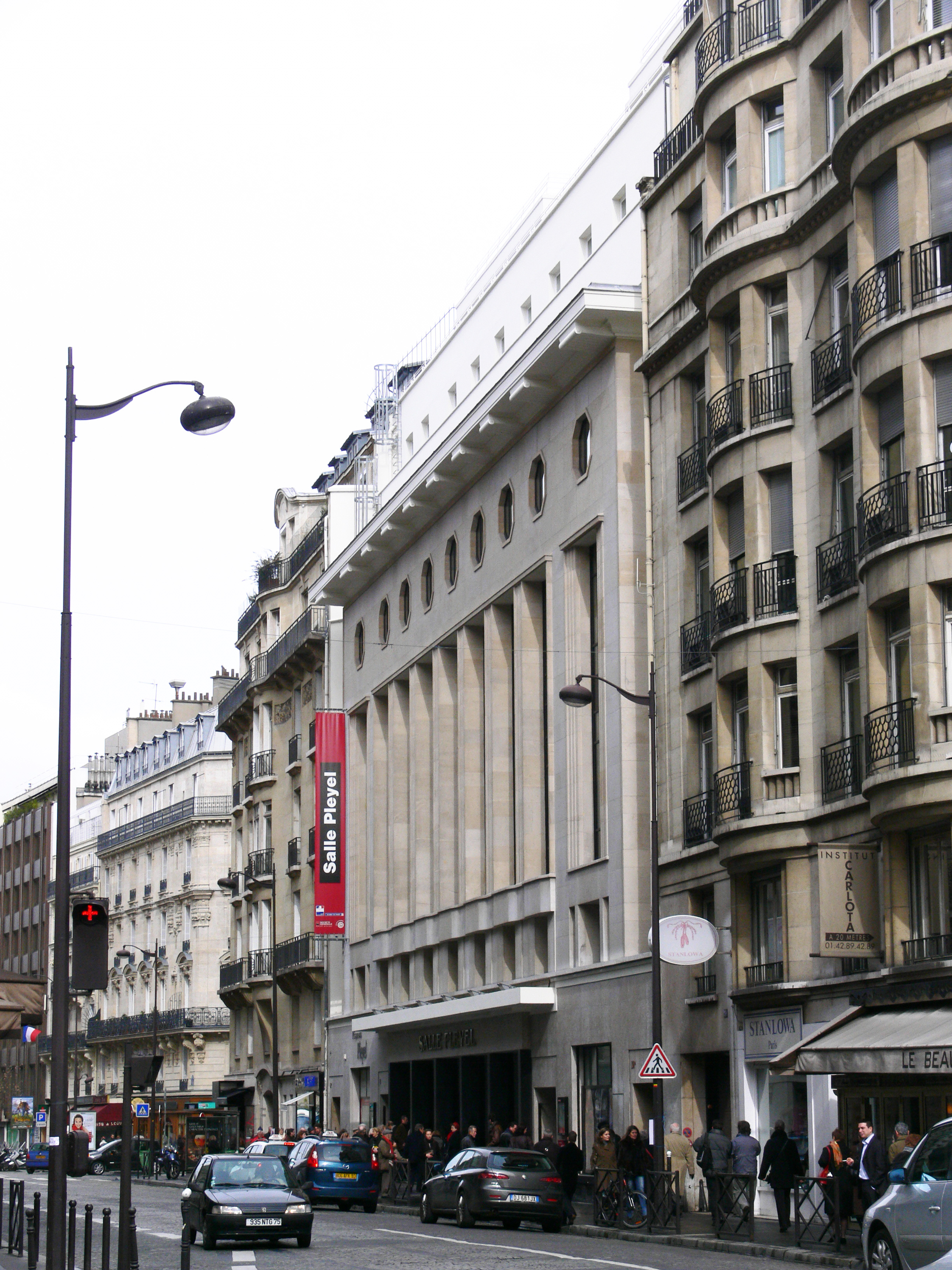
Концертный зал Плейель, 2008

Концертный зал Плейель (фр. salle Pleyel) — зал для концертов симфонической музыки на 1900 зрительских мест в VIII округе Парижа возле площади Шарля де Голля. Построен в стиле «ар-деко», считается одним из самых больших залов XX века.
Концертный зал открыт в 1927 году вместо одноимённого зала, существовавшего с 1839 года на улице Рошешуар и также игравшего важную роль в музыкальной жизни французской столицы. Новый Зал Плейель принял за время своего существования около 25 миллионов зрителей в ходе проведённых 20 тысяч концертов. Это единственная аудитория в Париже, специально выстроенная для симфонической музыки, другие оркестровые концерты проходят в зале Дома Французского Радио и в зале Гаво (фр.), меньших по размерам, или в театре Елисейских полей и театре Шатле, чьи залы построены в итальянском стиле.
Зал подвергался многочисленным реставрациям, последняя длилась 4 года и закончилась в сентябре 2006 года. После реставрации зал стал домашней площадкой для Оркестра Парижа и Филармонического оркестра Радио Франции.
Руководит залом Плейель дирекция парижского Музыкограда, которая также будет руководить планируемой парижской филармонией с залом для оркестровых концертов на 5000 мест.

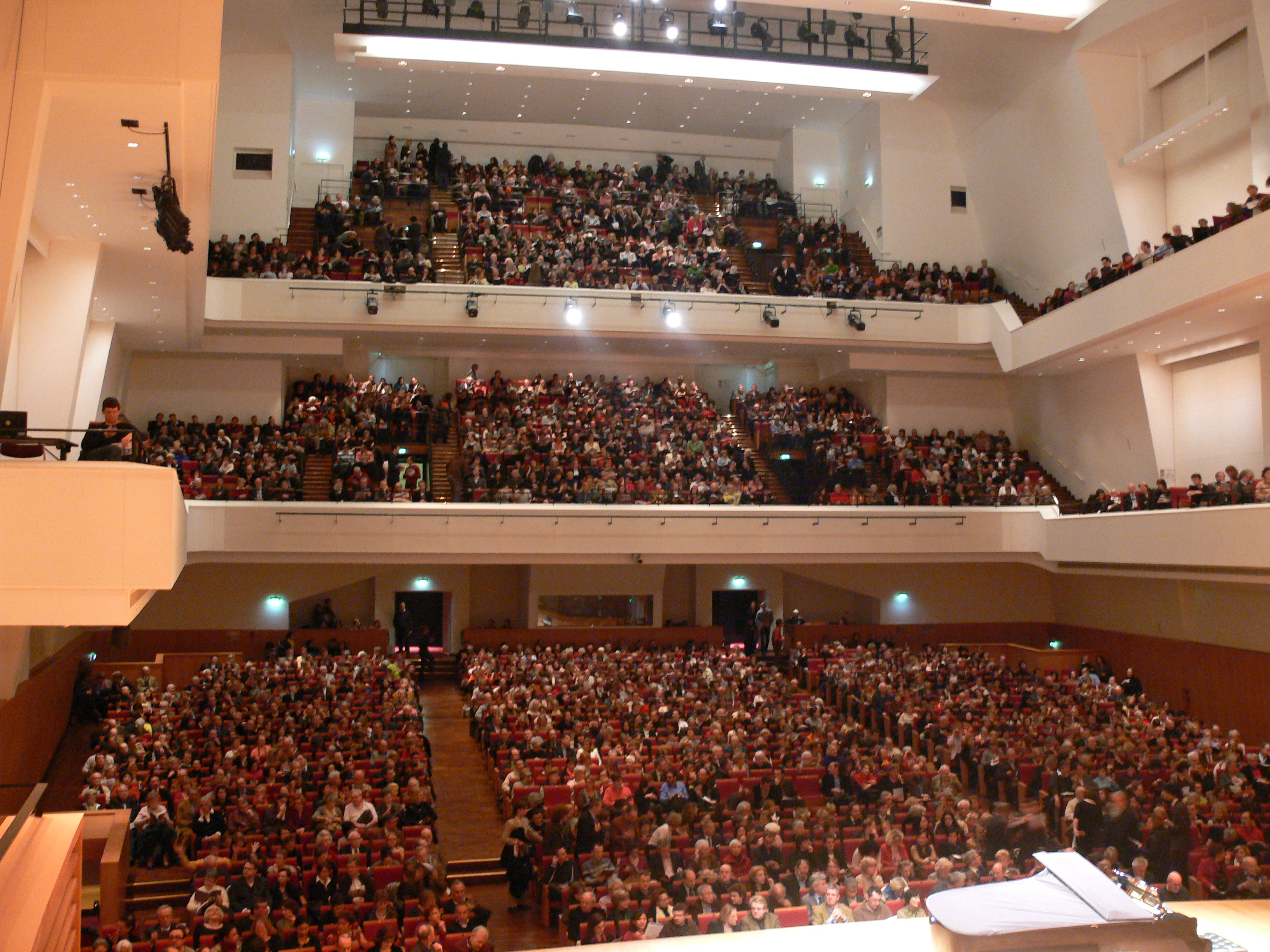
Зрители в зале Плейель, 2008
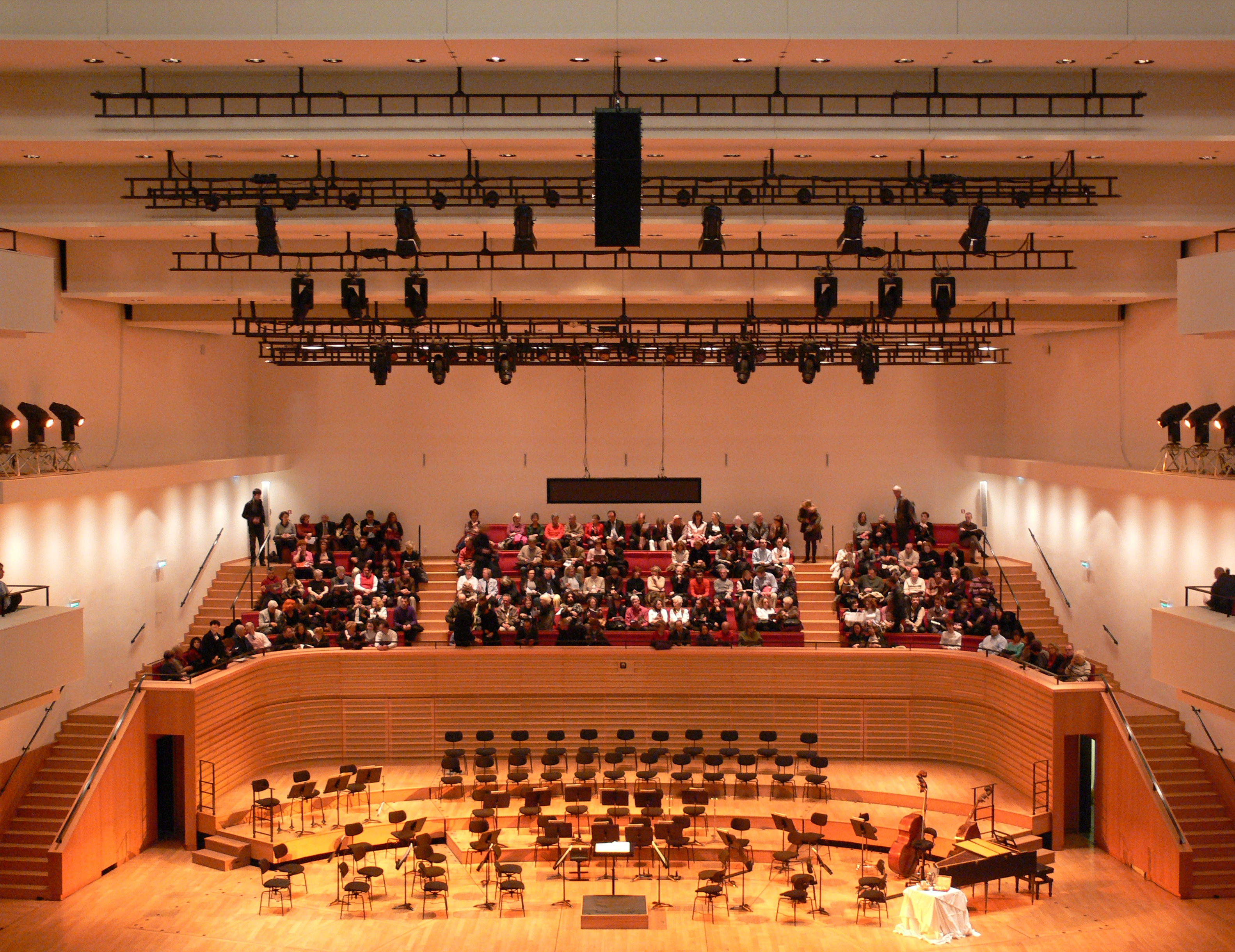
Сцена в ожидании музыкантов, 2008
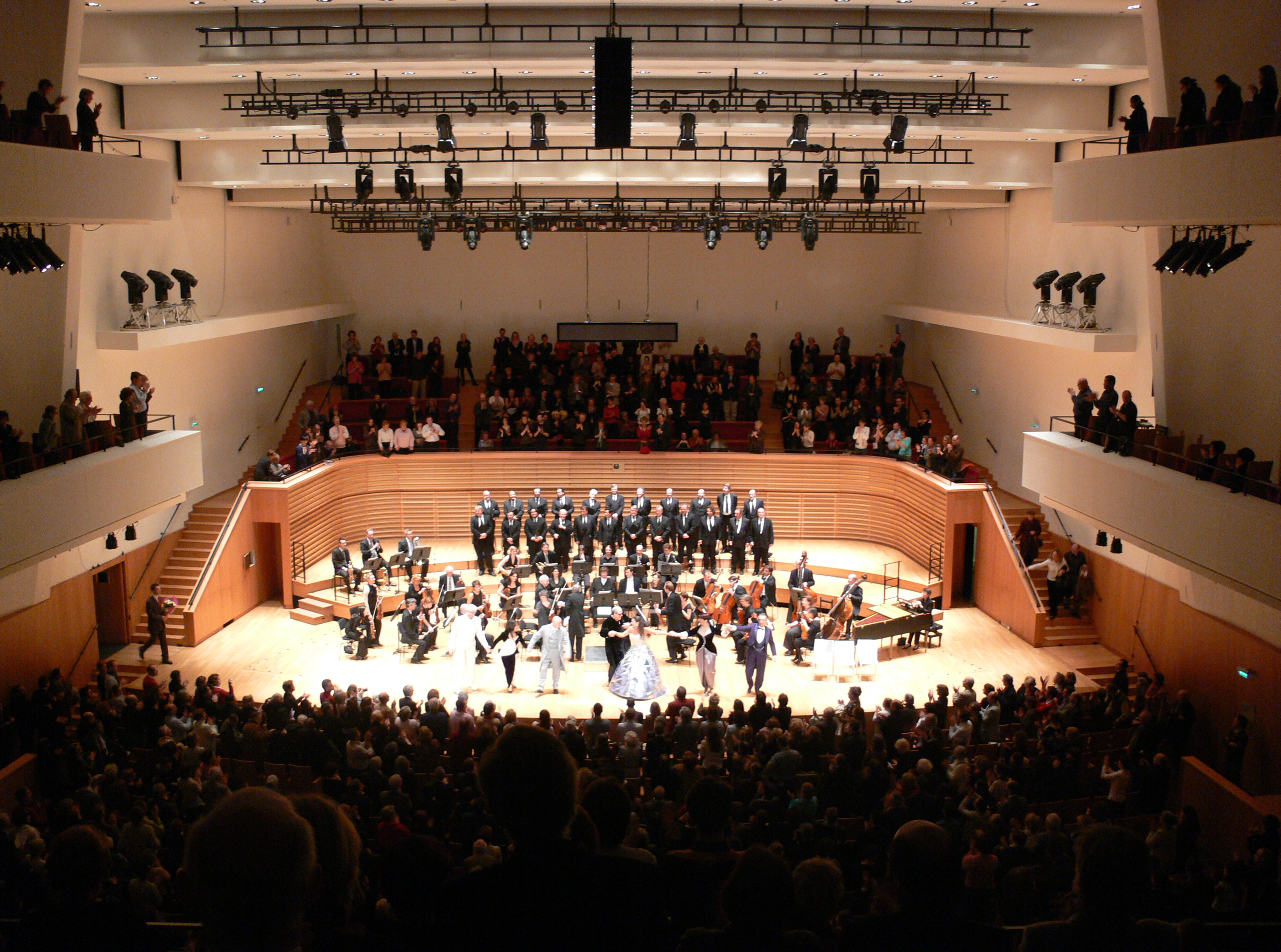
Сцена зала Плейель, 2008